# Julia Lewis Thomson
Belényesi Julianna Tünde, írói álnevén Julia Lewis Thomson (Mátészalka, 1985. július 10.) Aranykönyv-jelölt magyar írónő. 

## Életrajza
Az Esze Tamás Gimnáziumban érettségizett. A gimnázium újságjában és az iskola által kiadott antológiákban jelentek meg írásai. 2003-tól a Hetedhéthatár című magazin publikálta verseit. A Miskolci Egyetem Állam- és Jogtudományi Karán jogászként végzett.
 Az írás terápia volt, segített, hogy kiírhattam magamból a problémáimat. Szerettem volna elmesélni,  milyen egy „kissé hibás egyedként” felnőni, és eljutni arra a pontra, amikor magasról teszel arra, mit gondolnak rólad mások. S végül elhinni, hogy bármire képes vagy, csak akarnod kell. Az életünk során a legtöbb időt saját magunkkal töltjük, mindenki más pedig vendég, és átutazó benne. Épp ezért az a legfontosabb, hogy saját magunknak megfeleljünk.
2016-ban jelent meg a Többek sorozat első kötete, a Többek által az Álomgyár Kiadónál, mely valódi mélységekbe és magasságokba röpíti olvasóját. A szerző hisz abban, hogy kockázatokat kell vállalnunk ahhoz, hogy megtalálhassuk a boldogságot, amihez olykor fel kell égetnünk a hidakat magunk mögött, illetve meg kell bocsátanunk magunknak és a szeretteinknek. A sorozat második kötete Többek szerint címmel 2017 szeptemberében fog jelenni, a zárókötet Többek között címmel pedig előkészületben van. 

## Kötetei
- Többek által; Álomgyár, Bp., 2016
- Többek szerint; Álomgyár, Bp,  2017
- Többek között; Mogul, Bp, 2019

## Díjak, jelölések
- Aranykönyv-jelölés (2017)[1]